# Fort Vermell
El fort de Delhi, ubicat a la ciutat índia de Delhi, és conegut també com a fort Vermell o Lal Qila (en hindi) pel color de la pedra sorrenca amb què es va construir. No s'ha de confondre amb el fort d'Agra, anomenat de la mateixa manera. Va ser inscrit a la llista del Patrimoni de la Humanitat de la UNESCO l'any 2007.
Xa Jahan va traslladar la capital des d'Agra a Shahjahanabad, la setena ciutat musulmana que es va erigir en la zona que ocupa l'actual Delhi, en un intent de dotar de més prestigi el seu regne i per aconseguir un lloc en el qual desenvolupar els seus ambiciosos esquemes de construcció, i va encarregar (El fort Vermell va ser un palau a la nova capital de Xa Jahan,) el seu palau en 1638 a Ustad Ahmad Lahori, qui també dissenyaria el Taj Mahal. i no va estar completat fins a deu anys més tard. Està situat a l'extrem est de Shahjahanabad i pren el seu nom dels murs, construïts amb gres vermell, que defineixen els quatre costats. La muralla mesura 2,4 quilòmetres de llarg i la seva alçada varia entre els 18 metres a la vora del riu als 33 metres a la zona propera a la ciutat.
La fortalesa s'estenia al llarg del curs del riu Yamuna, si bé, des de llavors, el curs de riu s'ha modificat. El mur situat a la cantonada nord-est està al costat d'un antic fort, el Fort Salimgarh, un edifici de defensa construït per Xer-Xah Surí el 1546.
Té dues portes principals: la porta de Delhi i la de Lahore. La de Lahore és l'entrada principal i condueix fins a un carrer que serveix de basar, el Chatta Chowk. Aquest basar condueix a un espai obert que servia com a divisió entre la zona utilitzada pels militars i els palaus.

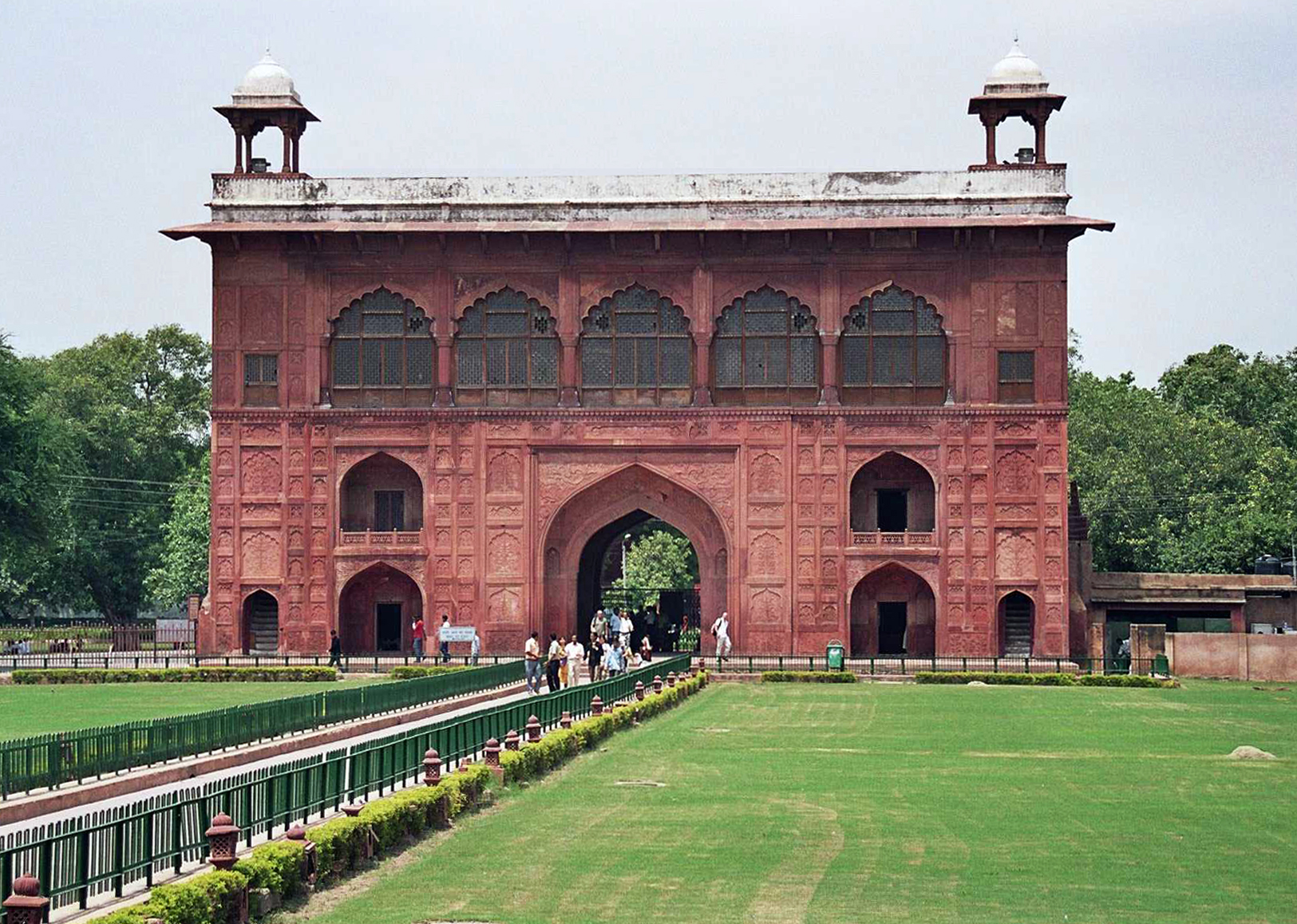
Naqqar Khana o porta principal

El Fort Roig és una instal·lació índia extremadament important, ja que acull el primer ministre de l'Índia anualment el 15 d'agost, que és el Dia de la Independència de l'Índia.

## Història
El fort Vermell va ser concebut com una unitat, motiu pel qual no ha patit gaires reformes quant a l'estructura original. No obstant això, al segle XVIII, es van danyar algunes seccions de l'edifici quan el 1739 Nadir Shah de Pèrsia va envair l'Índia, va derrotar el general imperial Khan Dawran prop de Karnal (febrer del 1739) i va entrar a Delhi sense oposició, fent llegir la khutba en nom propi i encunyant monedes amb el seu nom. Nadir va casar al seu fill més jove, Nasr Allah Mirza, amb una filla de l'emperador Muhàmmad Xah de Delhi, el qual a més va haver de pagar una gran indemnització de guerra incloent el famós tron del Paó de Shah Jahan I i cedir tots els territoris al nord i nord-oest de l'Indus. Abans de tornar a Kabul va deixar Delhi devastada.
El 1760, els Maratha van desmuntar i fondre el sostre de plata dels Diwan-i-Khas per recaptar fons per a la defensa de Delhi contra els exèrcits d'Àhmad Xah Durrani. El 1761, després que els Maratha perdessin la tercera batalla de Panipat, Xah Durrani va assaltar Delhi i després de la batalla no va trigar a retornar a Kandahar. El 1764, el governant Jat de Bharatpur, Jawahar Singh va atacar Delhi i va capturar el Fort Roig de Delhi el 5 de febrer de 1765. Dos dies més tard, després de rebre el tribut dels mogols, van treure els seus exèrcits del fort i els jats es van endur el tron de marbre negre dels mogols, anomenat l'orgull dels mogols, i les portes del fort vermell com a memorial, i aquest tron és avui realçant la bellesa del palau de Deeg. Les portes es troben al Fort Lohagarh de Bharatpur. Amb la victòria a la batalla de 1771 les forces de Mahadji Shinde van derrotar els afganesos de Najib Khan, capturant Delhi i el Fort Roig, i l'emperador mogol Shah Alam II va ser restaurat al tron i van conquerir gran part dels territoris perduts que van perdre després de la Tercera Batalla de Panipat. En 1783 els sikhs liderats per Sardar Jassa Singh Ramgarhia i Sardar Baghel Singh van capturar el fort i van prendre el tron de l'emperador mogol Aurangzeb, des d'on va ordenar la mort del gurú Guru Tegh Bahadur Sahib Ji, i el van dur amb elefants al temple daurat de Harmandir Sahib, i es troba en l'actualitat en el Ramgarhia Bunga.
El 1788 una guarnició marathes es va establir a Delhi i al palau de manera permanent i l'emperador fou de fet un presoner de Sindhia de Gwalior. El 14 de març de 1803 Lord Lake, després de derrotar els marathes (a la batalla de Delhi) va entrar a Delhi per apoderar-se de la figura d'Alam II, que no volia que pogués ser utilitzada pels francesos. El maratha Holkar d'Indore va atacar Delhi el 1804 sense èxit, ja que el coronel (després Sir) David Ochterlony, el primer resident britànic, va resistir durant 8 dies fins que Lord Lake va anar en el seu ajut. El territori fou administrat pels britànics en nom de l'emperador que de fet només tenia jurisdicció sobre el palau. Durant mig segle cap esdeveniment de major importància va succeir a Delhi. Després de la Rebel·lió índia de 1857, l'exèrcit britànic el va ocupar i va destruir gran part dels pavellons i jardins. El 1903, es va iniciar un programa de restauració de la fortificació. Els murs estan suaument decorats, amb alguns detalls més pesats a la zona superior.

### Atac de Lashkar-e-Taiba de 2000
El 22 de desembre de 2000 sis militants de l'organització islamista del Caixmir pakistanès Laixkar-e-Toiba va atacar el Fort Vermell matant dos soldats i un civil, en el que els mitjans van descriure com un intent de descarrilar les converses de pau entre l'Índia i el Pakistan. Com a resultat de l'atac, l'Índia en conjunt va quedar sacsejada. El líder de l'operació, Bilal Ahmed Kawa, va ser detingut en una operació conjunta de la Cèl·lula Especial de la Policia de Delhi i l'ATS de Gujarat des de l'aeroport de Delhi el 10 de gener de 2018, 17 anys després de l'atac.

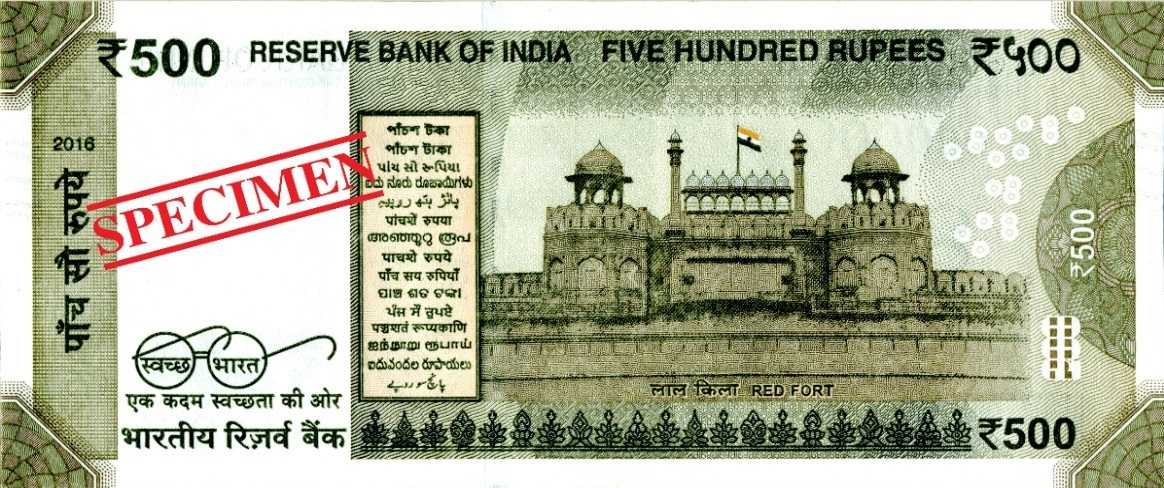

## Bitllets de banc
L’any 2016 es varen imprimir bitllets de 500 rupies amb el revers mostrant el Fort Vermell de Delhi.